# Plombières
Plombières (germană Bleiberg, ripuară: Op-ene-Bliibereg) este o comună francofonă din regiunea Valonia din Belgia. Comuna este formată din localitățile Gemmenich, Hombourg, Montzen, Moresnet și Sippenaeken. Suprafața totală a comunei este de 53,18 km². La 1 ianuarie 2008 comuna avea o populație totală de 9.781 locuitori. Comuna este situată în apropierea frontierelor cu Germania și Olanda, lângă colțul celor trei frontiere dintre aceste state, cunoscut în neerlandeză ca Vaalserberg.
Comuna are un statut lingvistic special, oferind facilități în materie de educație pentru locuitorii germanofoni și neerlandofoni. Comuna dispune de posibilitatea de a cere schimbarea statutului pentru a oferi și facilități administrative.